# Copperhill Mountain Lodge

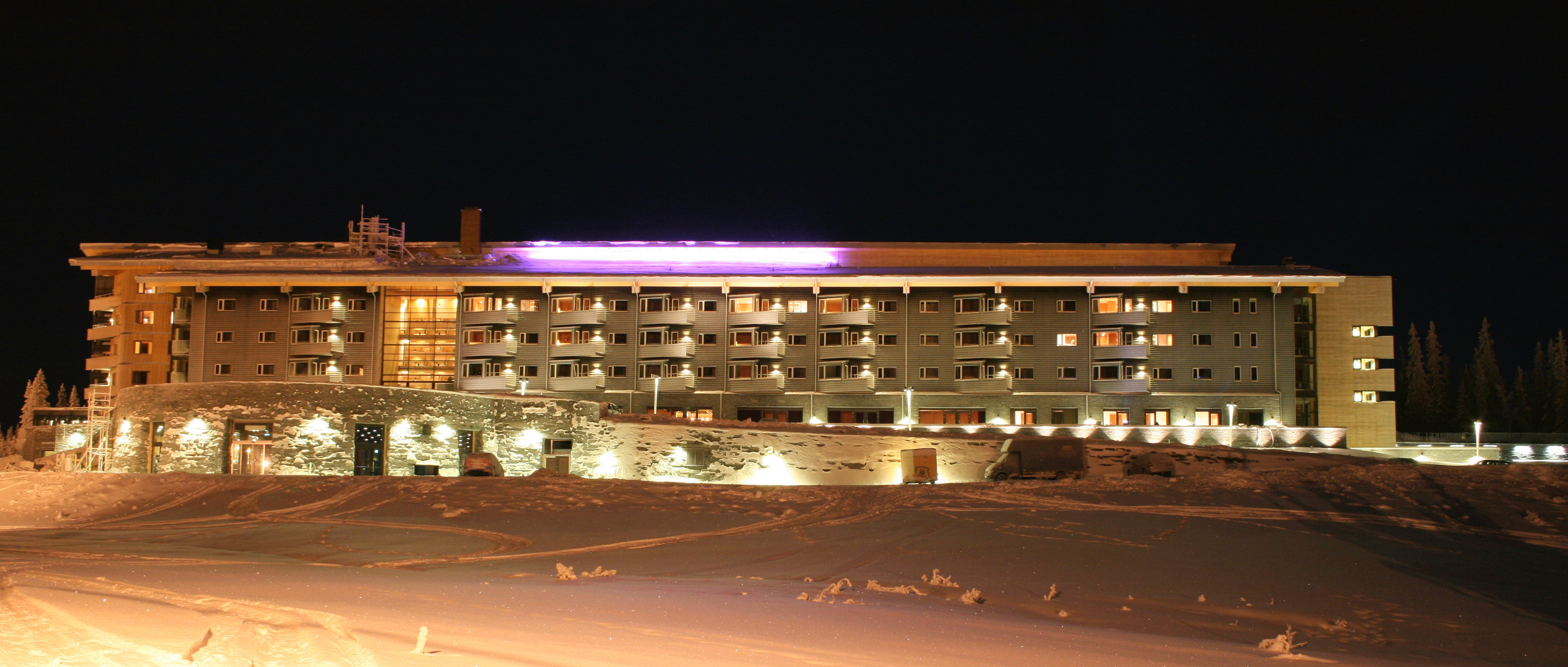
Copperhill Mountain Lodge (december 2008), kvällstid, sett från den anslutande skidbacken.

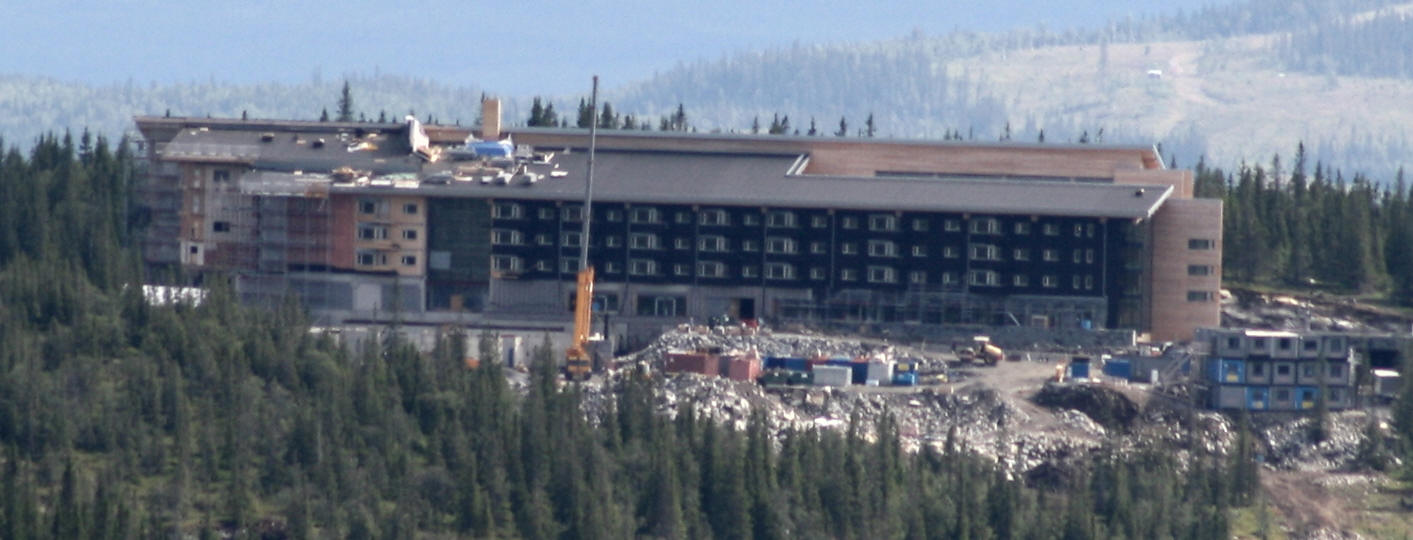
Copperhill Mountain Lodge under byggnation (augusti 2008).

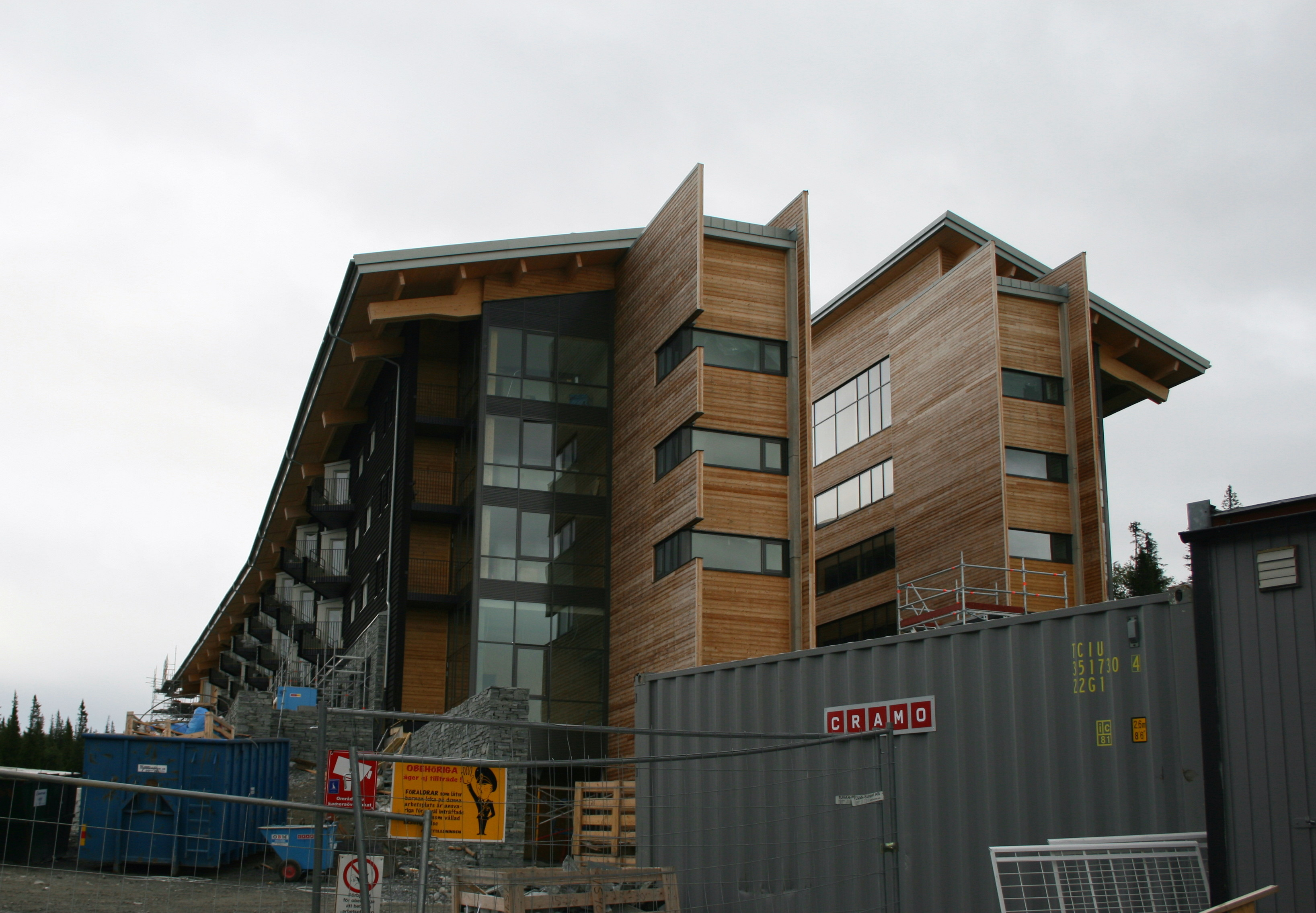
Copperhill Mountain Lodge under byggnation (augusti 2008).

Copperhill Mountain Lodge är ett hotell på toppen av Förberget (727 m ö.h.) i jämtländska Åre (Björnen). Det öppnades 8 december 2008 och är ett av fem hotell i Sverige (och det enda fjällhotellet i Skandinavien) som är med i Design Hotels. Det utsågs som bästa spa vid European Hotel Design Awards 2009. Hotellet har totalt 112 rum och sviter, med totalt 420 ordinarie bäddar och 160 extrabäddar.
Till byggnationen av hotellet valdes namnet Copperhill, som betyder kopparkulle. På 1700-talet började kopparmalm brytas på Åreskutans östra sida, i området kring Fröå i närheten av Förberget. Förberget var rikt på koppar och ingick i Fröå gruvområde. Gruvbrytningen lades ner i början på 1900-talet.
Knappliften Copperhill-liften och den tillhörande grönmarkerade Örnbacken, som byggdes inför hotellets premiärsäsong 2008/2009, ansluter hotellet direkt till Åre skidområde genom så kallad Ski-in/ski-out.

## Bakgrund
Hotellet är ritat av amerikanska arkitekten Peter Bohlin, som även har skapat Bill Gates privata hem och butiker åt Apple. AIX Arkitekter ansvarade för detaljplan, bygglov och produktionshandlingar. Arkitektkontoret Koncept Stockholm AB ansvarade för interiören. Det var först tänkt att innehålla bostadsrätter, som genom förmånliga uthyrningsavtal skulle hyras ut, men det var lågt intresse från köpare. I september 2007 avbröts bygget eftersom dåvarande ägaren Vanilla Ventures fick ekonomiska problem. De holländska investerarna Peter Kat och Frans Scholtes gick då in med nytt kapital, under förutsättning att Vanilla Ventures hoppade av projektet. Bygget kom igång igen och fortsatte utan större problem, bortsett från en takbrand i oktober 2007.
Kostnaden för projektet uppgick till cirka 730 miljoner SEK, en fördyring på cirka 230 miljoner från den ursprungliga kalkylen, vilket är den största privata satsningen i Åres historia, och ägdes fram till augusti 2009 av de holländska investerarna Peter Kat och Frans Scholtes. VD för hotellet var fram till maj 2009 Peter Nilsson.
Hotellet hamnade i ekonomisk kris kort efter öppnandet; den rådande finanskrisen nämndes som en orsak. Den 28 augusti 2009 meddelades att hotellet har köpts av Petter Stordalens bolag Home Properties för 200 miljoner SEK. Driften av hotellet har därefter skötts av Nordic Choice Hotels.